# 希蘭
希蘭（土耳其語：Şiran）是土耳其的城鎮，由居米什哈內省負責管轄，位於該國東北部，面積928平方公里，海拔高度1,457米，主要經濟活動有農業和畜牧業，2010年人口8,207。

## 外部連結
- District governor's official website （页面存档备份，存于） （土耳其文）
- Road map of Şiran and environs
- Local city forum website （土耳其文）

40°11′22″N 39°07′36″E / 40.18944°N 39.12667°E